# Kit Lambert
Christopher "Kit" Sebastian Lambert (11. května 1935 – 7. dubna 1981) byl hudební producent a manažer The Who.

## Život

### Dětství
Kit Lambert byl synem známého skladatele Constanta Lamberta a vnuk George Washingtona Lamberta, sochaře a malíře, který byl během první světové války oficiálním válečným malířem pro australskou vládu v Gallipoli.

### Hudební a filmová kariéra
Po studiu na Trinity College na univerzitě v Oxfordu sloužil v Britské armádě. Poté se vrátil do Británie a stal se asistentem režie filmů The Guns of Navarone a Srdečné pozdravy z Ruska. Také se s kamarádem vydal na expedici, při které se pokusili nalézt pramen Amazonky. Lambert chtěl tento výlet nafilmovat a vytvořit o něm dokument. Zatímco Lambert sháněl jídlo, jeho společník byl zabit amazonskými domorodci. Lambert byl nejprve brazilskými úřady kvůli podezření z vraždy svého přítele zatčen, ale po intenzivní kampani britského deníku Daily Express, který expedici financoval, byl propuštěn.
Po návratu do Spojeného království se spolu s filmovým režisérem Chrisem Stampem, bratrem Terence Stampa, rozhodli natočit film o neznámé popové kapele; kapela, kterou pro účely natáčení vybrali, byli The High Numbers (v té době pod tímto názvem, předtím a poté se jmenovali The Who). Lambert nakonec natáčení filmu zanechal a stal se manažerem The Who. V roce 1966 také nahradil Shela Talmyho v roli jejich hudebního producenta. Ačkoliv je spojován především s The Who, pracoval i s jinými kapelami a v roce 1968 produkoval "Fire" Arthura Browna. V roce 1966 Lambert se Stampem založili hudební vydavatelství Track Records, aby mohli pracovat s dalšími umělci včetně Jimiho Hendrixe, který už měl jiné manažery, a s Johnem Lennonem a Yoko Ono.
Lambert přesvědčil Petea Townshenda, aby místo jednoduchých skladeb, které obsahují jejich první alba, produkoval vyspělejší materiál. Toto vedlo The Who vyvíjet osobitý sound The Who Sell Out směrem k hlubším námětům Tommyho. Pete Townshend uznal, že Lambertův vliv na The Who měl za následek kombinaci rockové hudby a opery, ve výsledku rockovou operu Tommy.
Zatímco The Who pracovali na Townshendově konceptu Lifehouse, Lambert bez povolení kapely prodal práva na filmovou verzi Tommyho. To vedlo ke značným neshodám mezi ním a kapelou a po soudním sporu o autorské honoráře byl v roce 1971 z kapely vyhozen. V roce 1973 během nahrávání Quadrophenie mu kapela nabídla spolupráci, ale kvůli drogové závislosti a chybějícím financím tato snaha skončila jen u vzájemného usmíření. Na konci sedmdesátých let produkoval několik raně punkových kapel, ale pouze s malým úspěchem.

### Kniha, poslední dny
V roce 1980 začal Lambert spolu s novinářem Johnem Lindsaym psát knihu o svém životě, jak objevil The Who a o mnoha dříve nevyřčených historkách o svých vrstevnících The Beatles, Rolling Stones, Brianu Epsteinovi, Jimim Hendrixovi a přátelích jako je Margaret, hraběnka Snowdon. Několik dnů předtím, než Lambert podepsal smlouvu s vydavatelem, bylo vydavateli oznámeno, že všechny peníze musejí být zaplaceny soudu a poté budou přerozděleny Lambertovi. Toto byl začátek Lambertova pádu. V den své smrti byl večer viděn, jak silně popíjí v oblíbeném londýnském gay nočním klubu El Sombrero.
Lambert zemřel v roce 1981 na krvácení do mozku po pádu ze schodů v domě své matky. Pohřben je na Brompton Cemetery v Londýně.